# Vild Med Vilje
Vild Med Vilje er en dansk forening der har til formål at ændre græsarealer i Danmark til mere natur- og miljøvenlig græsarealer. Dette sker ved et opgør med den trimmede græsplæne og hyppige græsslåning, i stedet høstes græsarealerne med le eller maskine 1 til 2 gange om året, derved bliver græsarealerne til en mangfoldig blomstereng med stor variation af planter og insekter. Vild Med Vilje blev grundlagt i 2011 som et lokalt projekt i København, er senere blevet landsdækkende med flere professionelle aktører.
Foreningen har registreret udtrykket "Vild Med Vilje" som et vareværke hos Patent- og Varmeværkestyrelsen, hvilket betyder at virksomheder ikke må promovere sig som Vild Med Vilje eller på anden måde skilte med udtrykket, med mindre de er medlemmer af foreningen.